# Corvus albus
Il corvo bianco e nero o corvo bianconero, anche noto come corvo dalla gualdrappa (Corvus albus Statius Müller, 1776) è un uccello passeriforme appartenente alla famiglia Corvidae.

## Etimologia
Il nome scientifico della specie, albus, significa "bianco" in latino.

## Descrizione

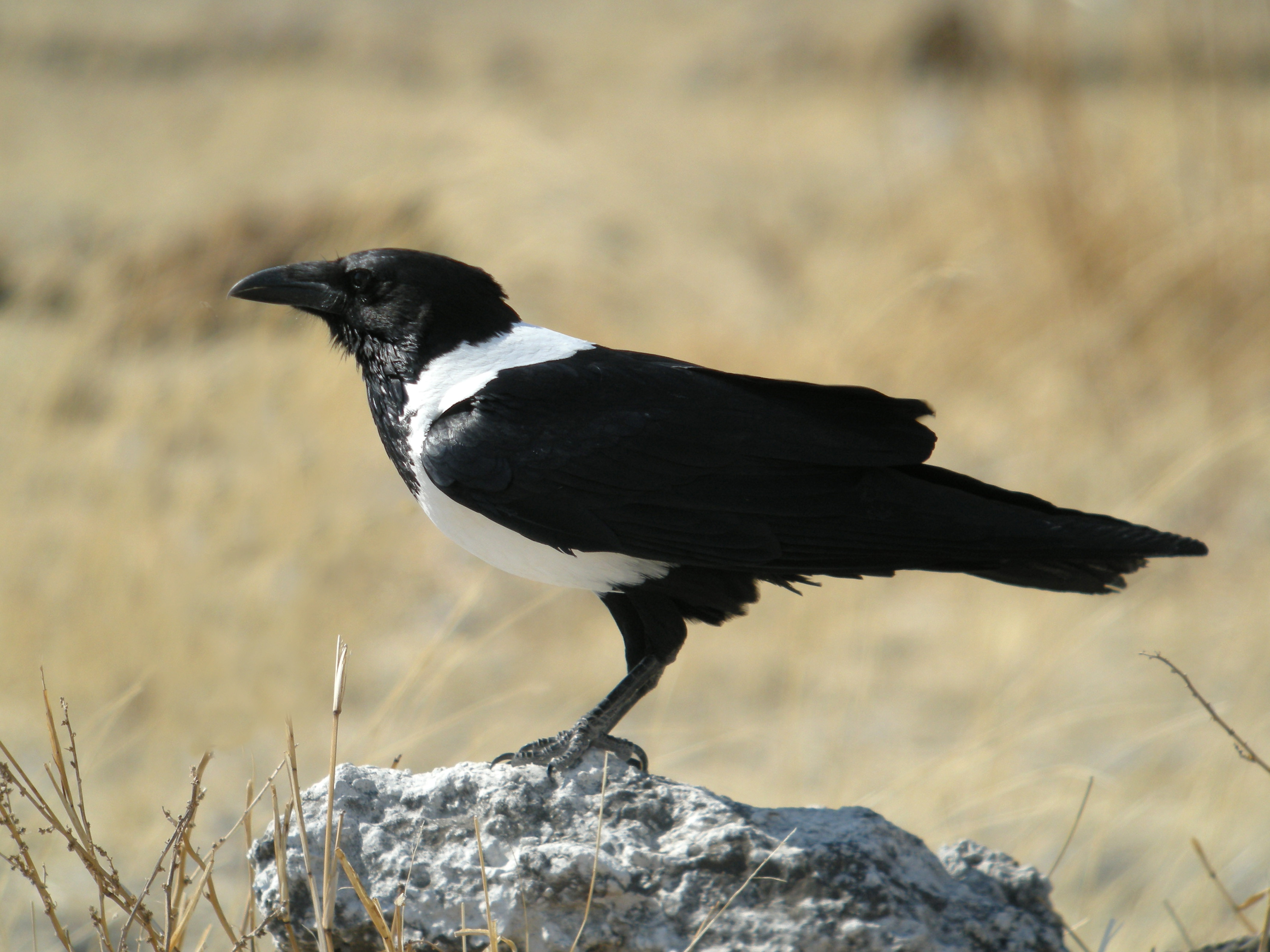
Esemplare nel parco nazionale Etosha.

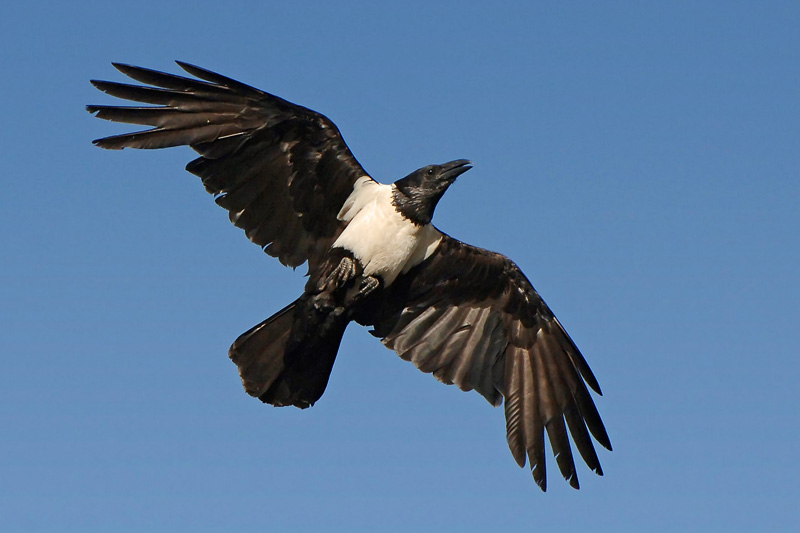
Esemplare in volo.

### Dimensioni
Misura fino a 45 cm di lunghezza, per 400-700 g di peso ed un'apertura alare che può sfiorare il metro.

### Aspetto
Si tratta di uccelli dall'aspetto robusto e slanciato, muniti di testa ovale e allungata con forte becco conico e appuntito, lievemente arcuato verso il basso: attorno ad esso crescono piume di aspetto setoloso, che non di rado ne coprono il terzo prossimale. Il collo è robusto, le ali sono lunghe e digitate, le zampe sono anch'esse lunghe e dotate di quattro dita (tre rivolte in avanti ed una all'indietro) munite ciascuna di una forte unghia uncinata, la coda è piuttosto lunga e presenta l'estremità vagamente cuneiforme.

Nel complesso, l'aspetto del corvo bianconero ricorda quello dell'affine corvo imperiale e della più piccola cornacchia nel suo margine superiore: oltre alle piccole differenze di carattere morfologico (becco più grande e forte, ali e becco più allungati, zampe più lunghe e forti), tuttavia, questi uccelli sono facili da riconoscere da qualsiasi altra specie di corvo africana ed europea per la colorazione del piumaggio.
Il piumaggio, come intuibile dal nome comune, è dominato dai toni del bianco e del nero: testa, ali, ventre, codione e coda sono infatti di colore nero lucido, mentre petto, spalle e parte perialare sono di colore bianco-crema. La porzione nera della livrea presenta inoltre riflessi metallici bluastri o purpurei, ben visibili quando l'animale è nella luce diretta.

I due sessi presentano colorazione del tutto simile.
Le zampe sono di colore grigio chiaro o nerastro, così come le unghie (che possono però presentare una striscia longitudinale nera ai lati e sfumature purpuree alla radice), mentre il becco è nero e gli occhi sono di colore bruno scuro.

## Biologia

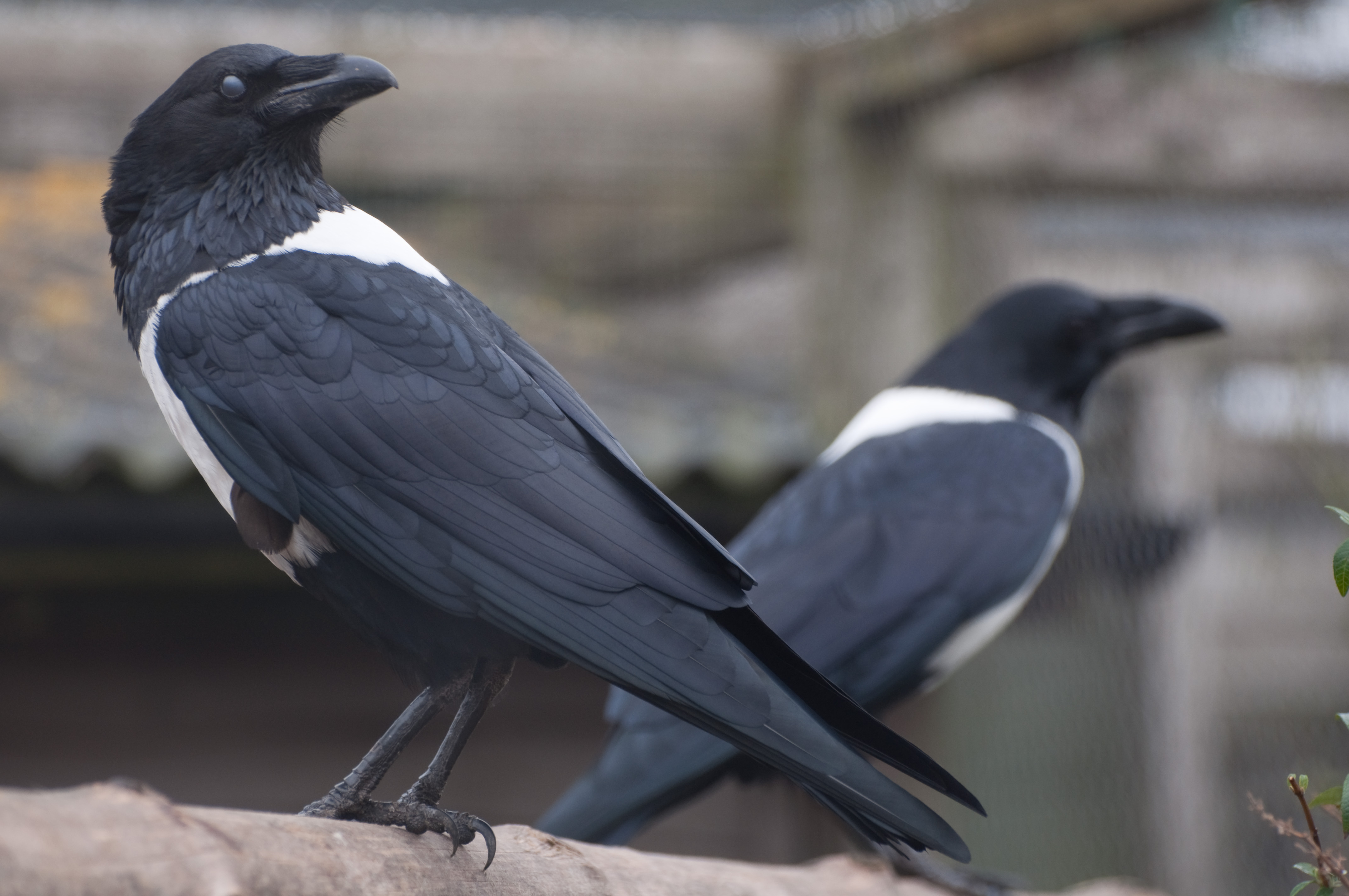
Due esemplari in cattività nel Cambridgeshire.

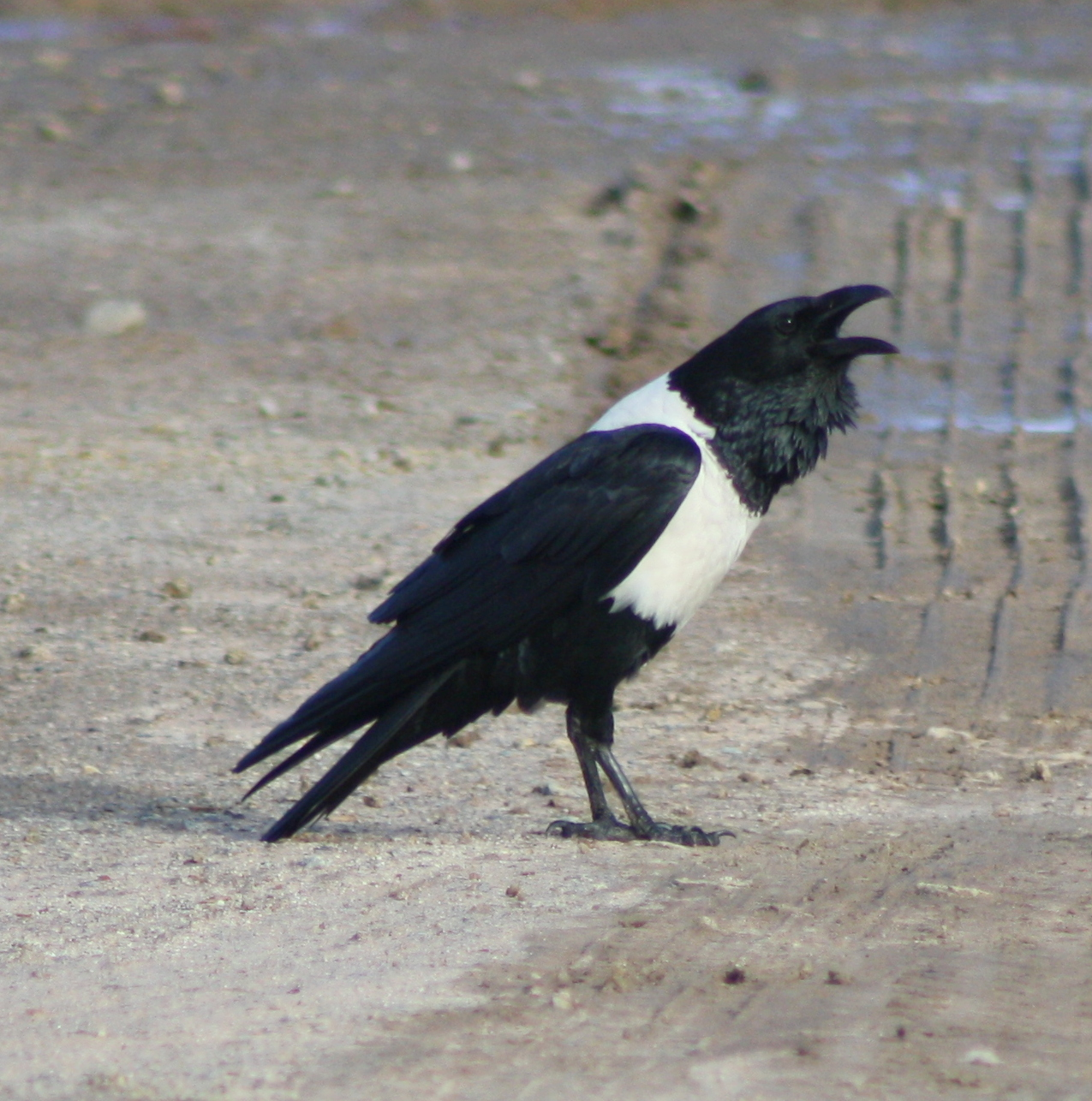
Esemplare vocalizza al suolo a George.

Si tratta di animali che vivono da soli o in coppie nell'età adulta, mentre da giovani possono formare bande seminomadi che durano fino a quando tutti i componenti hanno trovato un partner: anche gli adulti possono riunirsi in gruppetti nei pressi di fonti di cibo abbondanti, come discariche o carcasse di grossi animali, tuttavia tali gruppi hanno breve durata e si disgregano assai facilmente.

Si muovono soprattutto di giorno, mentre di notte cercano rifugio in dormitori (a volte comuni) in posti disagevoli da raggiungere, come alberi alti o dirupi. Durante il giorno volano in cerchio nell'ambito dei territori che ciascun esemplare o coppia stabilisce, alla ricerca di cibo, che viene localizzato soprattutto grazie alla vista. I corvi bianconeri sono soliti scacciare in maniera aggressiva (con picchiate e colpi di becco ed artigli) falchi pescatori e bianconi che si trovino a passare nei pressi del loro territorio, mentre sono soliti ignorare i nibbi bruni.
Il richiamo del corvo bianconero consiste in un aspro gracchio nasale, simile a quello del corvo nero.

### Alimentazione

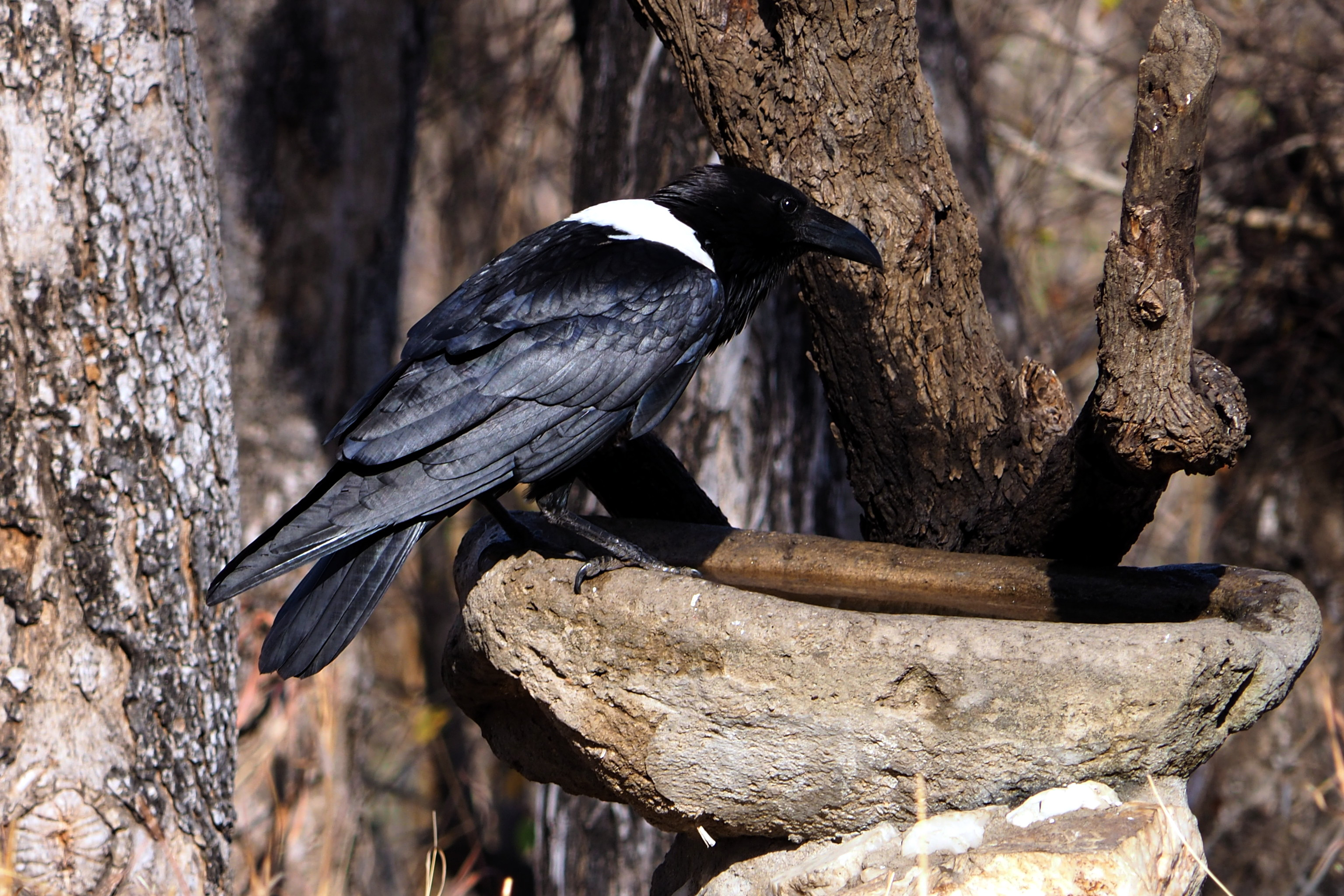
Esemplare si abbevera nel parco nazionale di Mikumi.

Si tratta di animali onnivori e molto opportunisti, dalla dieta quanto mai varia: essi si nutrono infatti principalmente di insetti ed altri invertebrati, nonché di vertebrati di piccole e medie dimensioni (sono stati osservati uccidere e nutrirsi perfino megachirotteri), carogne, frutta, bacche, semi, granaglie e financo funghi.

I corvi bianconeri hanno imparato a trarre beneficio dell'urbanizzazione sempre crescente del proprio areale, radunandosi in gran numero nei pressi di discariche, mercati e macelli, dove trovano facilmente grandi quantità di cibo fra gli scarti dell'uomo.

### Riproduzione

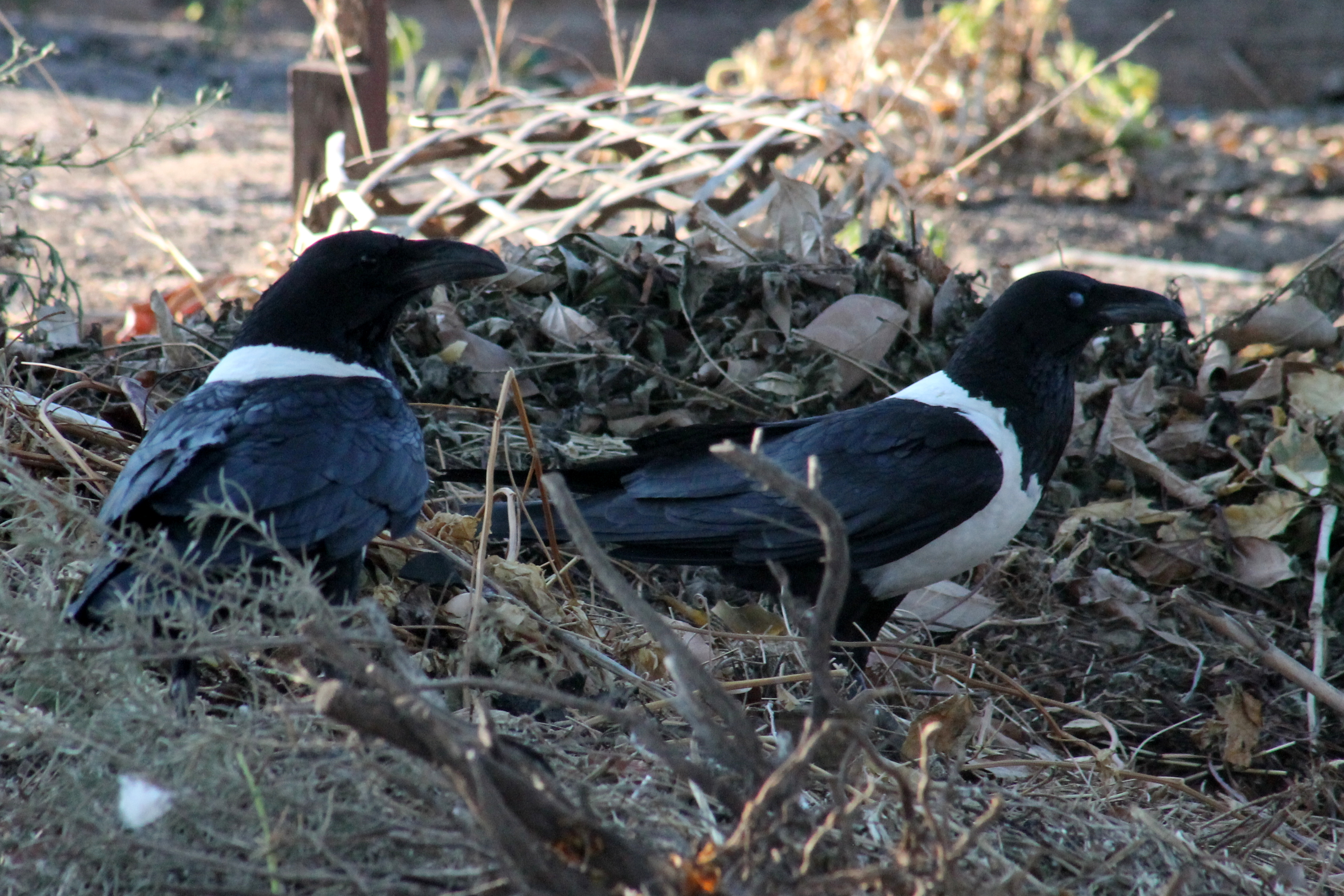
Coppia al suolo in Madagascar.

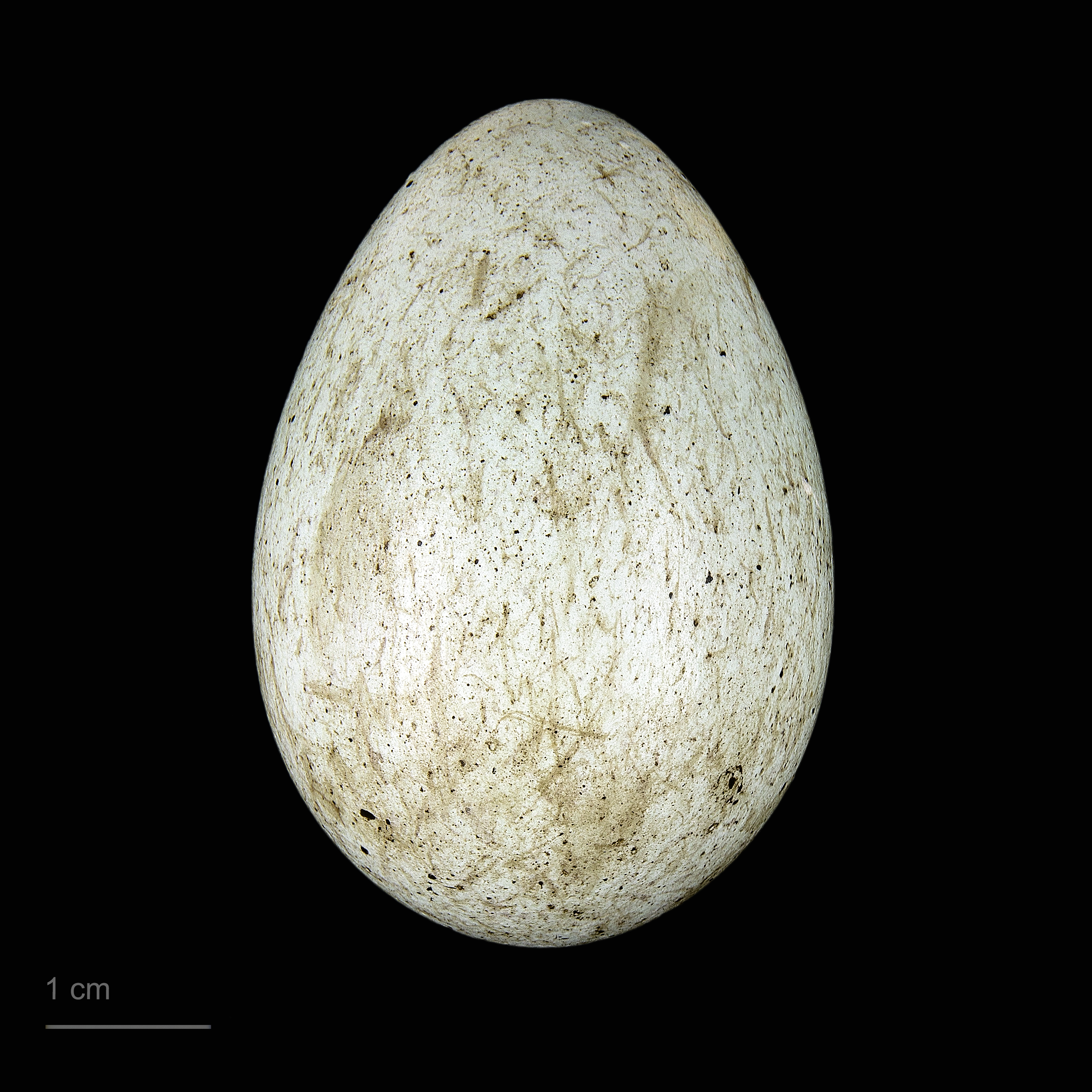
Uovo di Corvus albus - Museo di Tolosa

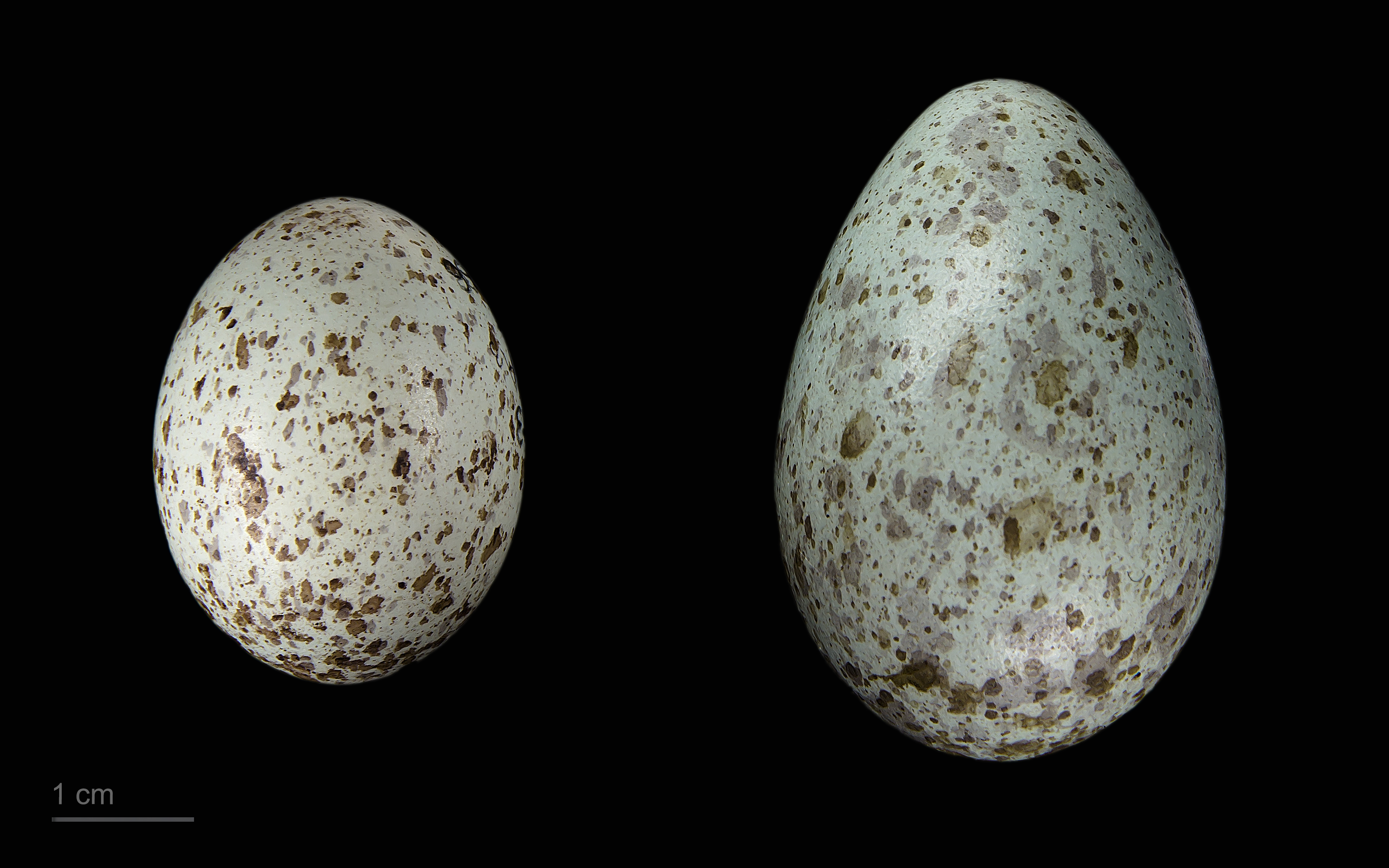
Uovo di Clamator glandarius in un nido di Corvus albus Museo di Tolosa

Si tratta di uccelli monogami, la cui stagione riproduttiva è legata alla stagione delle piogge.
Il nido viene costruito subito dopo la formazione della coppia e la delimitazione del territorio: esso, grossolano e a forma di coppa con larga piattaforma circostante, viene solitamente costruito con rametti e fibre vegetali su alberi alti e isolati, o anche su pali del telefono, foderando l'interno con materiale più soffice.

Le uova, in numero di 4 o 5, vengono deposte a partire dal mese di settembre e sono verdastre con maculature brune. La femmina è l'unica ad occuparsi della loro cova, mentre il maschio si occupa di nutrirla e difenderla durante questo processo: qualora essa sia costretta ad allontanarsi, ha cura di coprire le uova con foglie o erba secca.

I nidiacei nascono dopo due settimane e mezzo circa d'incubazione e vengono nutriti da ambedue i genitori con cibo parzialmente digerito e rigurgitato: l'involo avviene attorno al mese e mezzo di vita, tuttavia i giovani rimangono coi genitori ancora per qualche mese prima di affrancarsene in maniera definitiva.

## Distribuzione e habitat

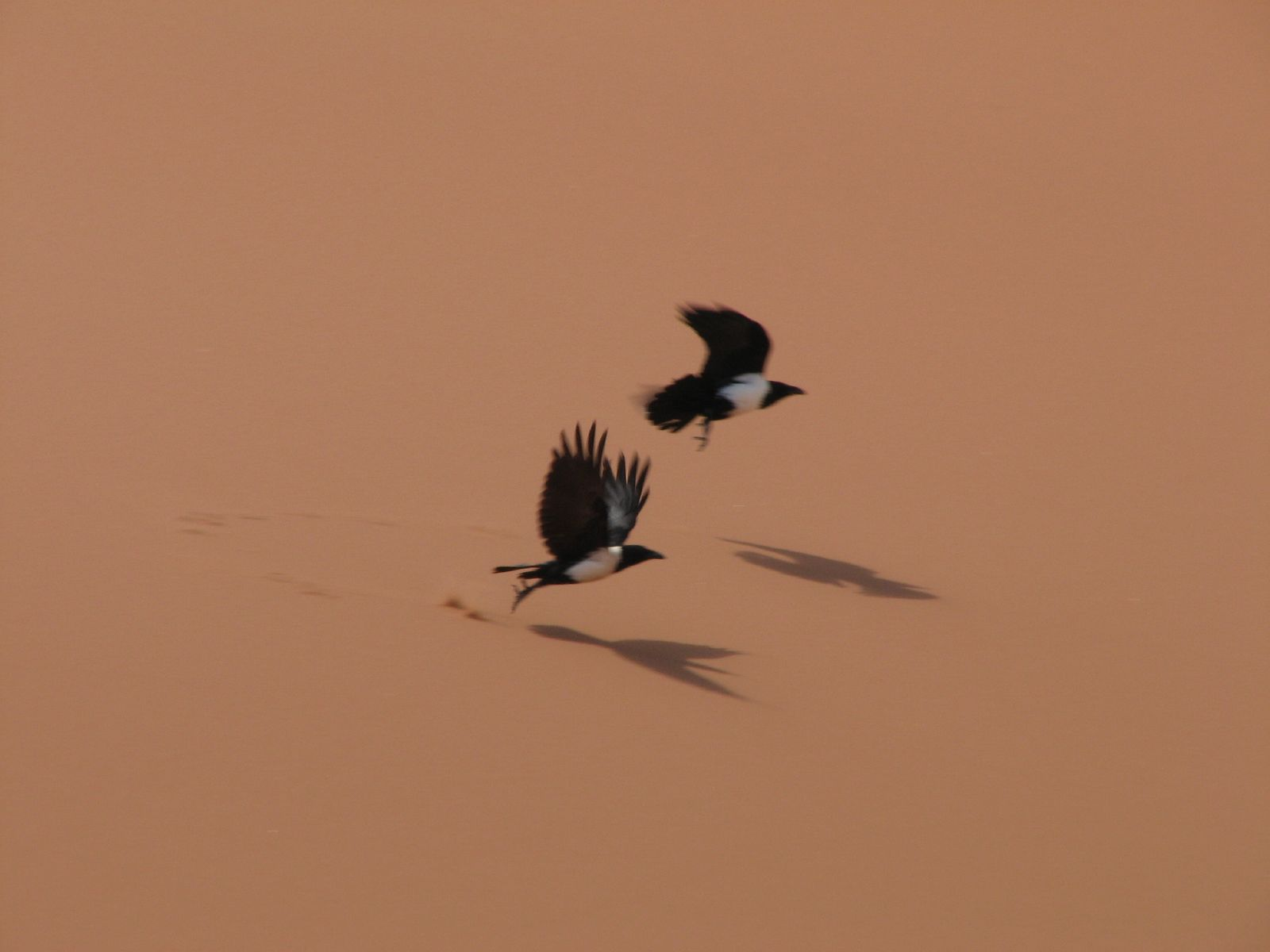
Due esemplari in Namibia.

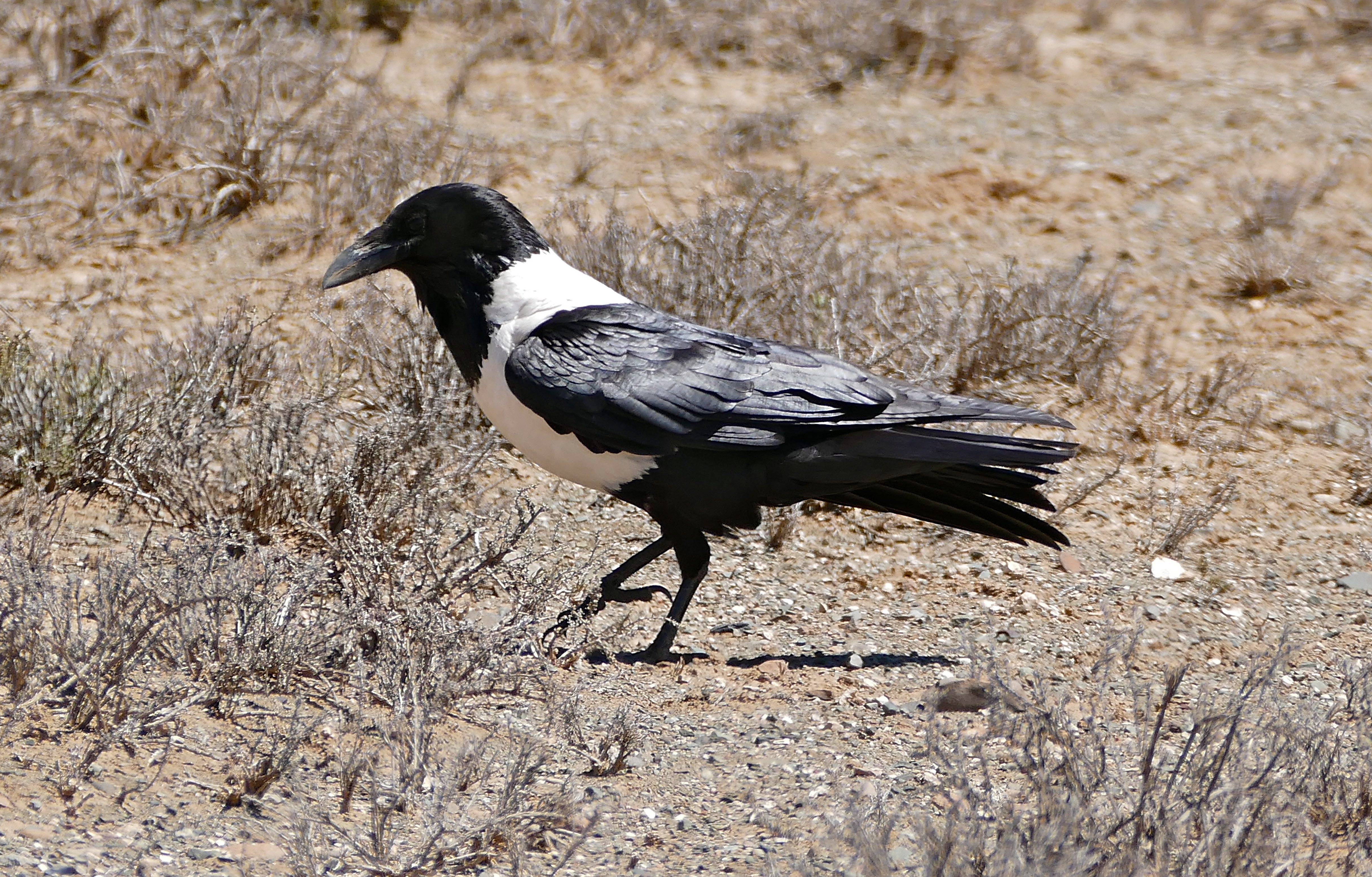
Esemplare al suolo nella municipalità locale di Camdeboo.

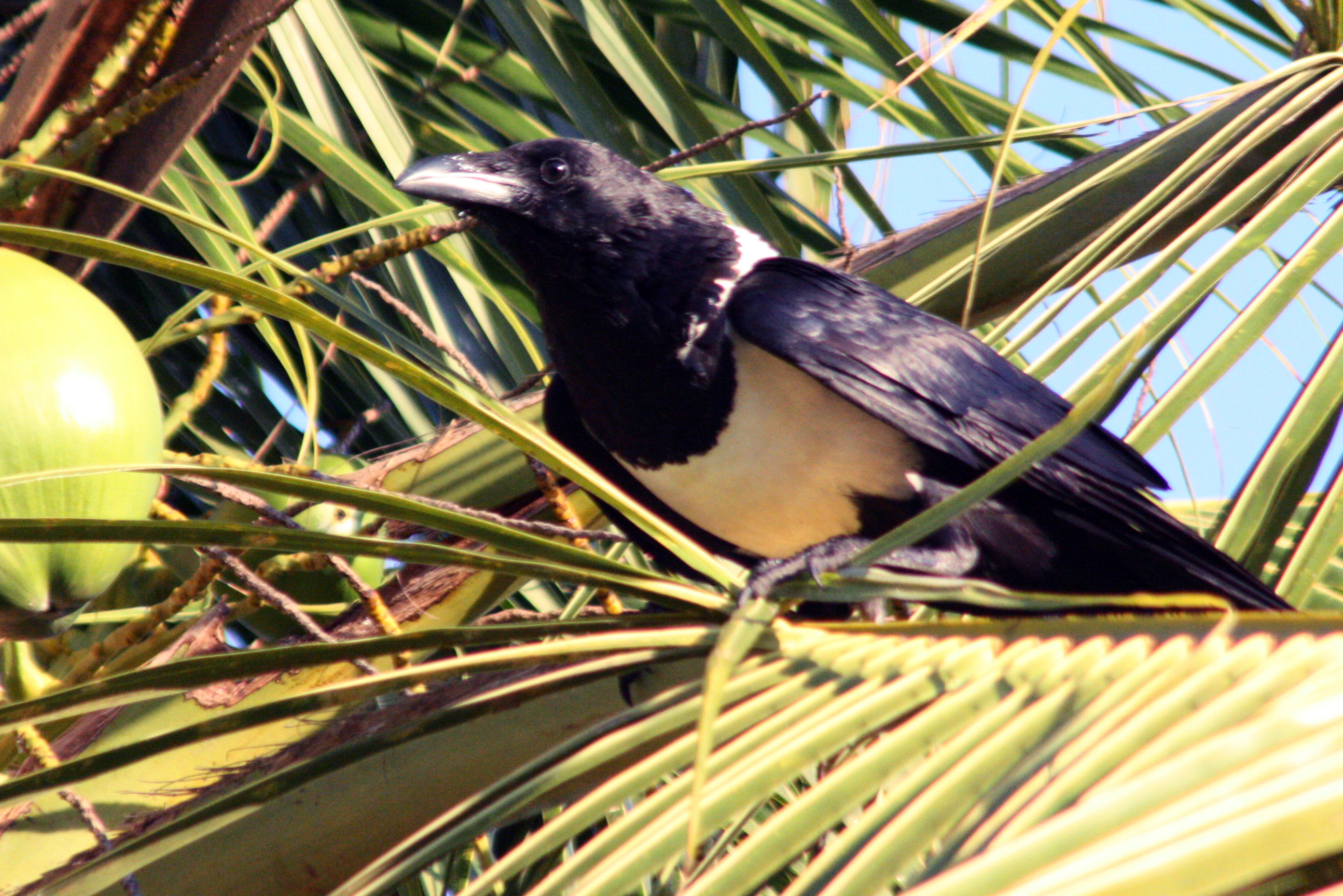
Esemplare in Madagascar.

Il corvo bianconero popola un vasto areale comprendente la maggior parte dell'Africa subsahariana, dalla Mauritania sud-occidentale alla costa sudanese del Mar Rosso a sud fino al Capo di Buona Speranza: la specie è assente o poco comune nella foresta pluviale dell'Africa equatoriale e della Guinea, in ampie zone desertiche del Corno d'Africa e dell'Africa Meridionale e dalle aree più elevate del Lesotho, mentre è presente in Madagascar, a Bioko, Zanzibar, Pemba, Mafia, alle Comore, alle Seychelles (compreso il gruppo di Aldabra) ed alle isole Gloriose, nonché su Europa (dove è stata verosimilmente introdotta). Recentemente, sono state scoperte colonie riproduttive nel Sahara Occidentale ed in Marocco sud-occidentale.
La specie è generalmente residente nell'areale di diffusione: le popolazioni delle aree più secche (soprattutto nel nord dell'areale), tuttavia, mostrano una certa mobilità, legata principalmente alla ricerca di fonti d'acqua per dissetarsi.
Il corvo bianconero abita le aree aperte con presenza di sparse zone alberate, popolando un'ampia gamma di habitat, dalla savana alberata alle piantagioni, alle aree di foresta secondaria con presenza di radure: pur non mostrandosi spiccatamente antropofilo come altre specie congeneri, questo animale ricerca la presenza dell'uomo e lo si trova nei pressi di villaggi e zone urbane.

## Tassonomia
Sebbene le popolazioni settentrionali tendano a presentare becco mediamente più grande rispetto a quelle meridionali, le differenze morfologiche e comportamentali della specie, a dispetto dell'areale esteso e comprendente anche numerose isole, sono minime, sicché il corvo bianconero viene considerato una specie monotipica, peraltro molto affine al corvo collorosso ed al corvo somalo (col quale si ibrida).